# Daphnopsis megacarpa
Daphnopsis megacarpa är en tibastväxtart som beskrevs av L.I. Nevling och K. Barringer. Daphnopsis megacarpa ingår i släktet Daphnopsis och familjen tibastväxter. Inga underarter finns listade i Catalogue of Life.